# Werner Modiggård
Werner Karl Thorvald Modiggård, ibland Raga de Gosch eller Tim Werner, född 10 maj 1952 i Träslövs församling, Hallands län, är en svensk musiker (trumslagare). 

## Biografi
Moddiggård var medlem i Eldkvarn 1979–1984 och åter igen sedan 1995. Han har även spelat på skivor med bland annat Ulf Lundell, Jakob Hellman, Magnus Johansson, Roxette, Mats Möller, Adrian Modiggård och Peter LeMarc. Han medverkar bland annat på Ulf Lundells album Den vassa eggen, under pseudonymen Tim Werner, och på Jakob Hellmans album Och stora havet.
Efter att Eldkvarn lagts på is 2015 spelar han tillsammans med sonen Adrian Modiggård i bandet In the kitchen.
Modiggård är far till musikern Adrian Modiggård, kläddesignern Mika Modiggård och Alvin Piorek Modiggård.